# Periplaneta affinis
Periplaneta affinis är en kackerlacksart som beskrevs av Henri Saussure 1869. Periplaneta affinis ingår i släktet Periplaneta och familjen storkackerlackor. Inga underarter finns listade i Catalogue of Life.